# Deathlike Silence Productions
Deathlike Silence Productions (DSP), bylo nezávislé norské hudební vydavatelství založené roku 1987 v Oslu jako Posercorpse Music. Zaměřovalo se zejména na novou norskou blackmetalovou scénu (počátek 90. let); jeho sídlem byl obchod Helvete, který založil Euronymous, kytarista skupiny Mayhem.

## Historie
Vydavatelství založil v roce 1987 norský hudebník Øystein Aarseth známější jako Euronymous. Společnost vedl až do roku 1993, kdy byl zavražděn. Inspirací pro název mu byla skladba z debutového alba Obsessed by Cruelty německé kapely Sodom s názvem Deathlike Silence.
Label nejprve podepisoval smlouvy s norskými umělci, ale od roku 1990 začal Aarseth budovat i švédskou sekci s kapelami jako Marduk, Merciless a Abruptum a později například i japonskou. Těsně před svou smrtí plánoval podepsat smlouvu s Rotting Christ (Řecko), Masacre (Kolumbie) a Hadez (Peru).
Před rozpadem v roce 1994 měla společnost vydat debutové album skupiny Monumentum, In Absentia Christi. Darkthrone hrozili vydáním pod tímto labelem svému dosavadnímu vydavateli Peaceville Records, který odmítal vydat jejich druhé album A Blaze in the Northern Sky kvůli náhlému přechodu z death metalu na black metal. Po Aarsethově smrti převzalo úlohu DSP rovněž norské vydavatelství Voices of Wonder.

## Nahrávky vydané pod DSP
- Anti-Mosh 001: Merciless – The Awakening (1990)
- Anti-Mosh 002: Burzum – Burzum (1992)
- Anti-Mosh 003: Mayhem – Deathcrush (1993, reedice originálu z roku 1987)
- Anti-Mosh 004: Abruptum – Obscuritatem Advoco Amplectére Me (1993)
- Anti-Mosh 005: Burzum – Aske (1993)
- Anti-Mosh 006: Mayhem – De Mysteriis Dom Sathanas (1994)
- Anti-Mosh 007: Sigh – Scorn Defeat (1993)
- Anti-Mosh 008: Enslaved – Vikingligr Veldi (1994)
- Anti-Mosh 009: Abruptum – In Umbra Malitiae Ambulabo, in Aeternum in Triumpho Tenebraum (1994)